# Stubline (gmina miejska Obrenovac)
Stubline (cyr. Стублине) – wieś w Serbii, w mieście Belgrad, w gminie miejskiej Obrenovac. W 2011 roku liczyła 3016 mieszkańców.